# Lençóis Paulista
Lençóis Paulista este un oraș în São Paulo (SP), Brazilia.